# Lasse Strand
Lasse Strand (Trondheim, 3 aprile 1974) è un ex calciatore norvegese, di ruolo difensore.

## Carriera

### Club
Strand giocò per lo HIL/Fevåg e poi per il Ranheim. Fu poi acquistato dal Rosenborg per 400.000 corone. L'obiettivo era farne l'erede di Rune Bratseth. Debuttò nella Tippeligaen il 30 luglio 1999, nella vittoria per 4-1 sul Kongsvinger. Il 13 maggio 2000 segnò la prima rete nella massima divisione norvegese, sancendo il 3-1 finale inflitto allo Start.
Chiese poi d'essere ceduto, con la volontà di trovare più spazio in un'altra squadra. Passò allora al Bryne, per cui esordì il 16 aprile 2001, nel pareggio a reti inviolate in casa del Lillestrøm.
Passò poi al Byåsen e successivamente al Rissa, dove chiuse la carriera nel 2008.